# Saint-Michel-de-Plélan
 Saint-Michel-de-Plélan  (en bretón Sant-Mikael-Plelann) es una población y comuna francesa, situada en la región de Bretaña, departamento de Côtes-d'Armor, en el distrito de Dinan y cantón de Plélan-le-Petit.

## Demografía
| 365 | 310 | 259 | 281 | 277 | 249 |
| Para los censos de 1962 a 1999 la población legal corresponde a la población sin duplicidades (Fuente: INSEE [Consultar]) |     |     |     |     |     |